# Cheb Anouar
Anouar Boublenza, dit Cheb Anouar (en arabe : الشاب أنور), né le 26 octobre 1974 à Oran, en Algérie, est un chanteur algérien originaire de Tlemcen,,,,. Sa musique dans les années 1980 et 90 a eu un succès énorme en Algérie. Parmi ses succès on peut noter les chansons Nekri berrah, Lala laâroussa, Ma yjouz ou Salou ala ennabi en duo avec Khaled.

## Biographie
Anouar commence très jeune sa carrière de chanteur en 1986 à l'âge de 11 ans dans la maison de disques Rallye à Tlemcen dirigée par Rachid et Fethi. Il se lance dans les années 80 dans le raï, un style bien connu en Oranie surtout à Tlemcen et Oran. Il débute avec une chanson intitulée Nekri berrah qui a eu un grand succès. Devenant une star nationale très jeune, il enchaîne ensuite d'autres chansons comme Lala laâroussa. Sa musique dans les années 1990 a obtenu un succès énorme en Algérie (notamment “Bi'r Zem Zem”, chanson figurant dans "la ballade d'Anouar").

## Discographie

### Albums
Anouar compte environ 55 albums, parmi eux :
- 1986 : Laâroussa
- … : N'khaf alik men laâdou
- … : Menek lilah
- … : Aâriss ghzali
- … : Youm lekhmiss
- 2003 : Mes condoléances
- … : Ila begha nemout heda
- 2011 : El-Walida
- 2012: Anouar, Youm El Khmiss Nouvel Album.

### Singles
- ... : Nekri berrah
- 1988 : Lala laâroussa
- 1995: Ma yjouz
- ... : Salou ala ennabi
- ... : Tellement nebghi'ha
- ... : Mazelni maâk n'kassi
- ... : Ma tedolminiche
- ... : Taâjebni fik
- ... : Aoueh aoueh
- ... : Aâleche
- ... : Contra aâla el aâdyan
- ... : Wach blani bih
- ... : Mimti dawini
- ... : Ya lala
- ... : Stanitek ma jiti
- ... : Nodi edih
- ... : Nkhaf alik men laâdou
- ... : Malade mental
- ... : Nehmel la solitude
- ... : Chaki chaki
- ... : Baghi naâtik asmi
- ... : Win raha win raha
- ... : Ya bent enness
- ... : Ana khasser fel hob
- ... : Ch'koun li fouet kima ana
- ... : Maâlihe ghir nchoufak
- ... : Moussemeh karim
- 1993 : Ya rit
- ... : Adab fi aâdab